# Reissnerfaser
Die Reissnerfasern (auch: Reissner-Faden; nach Ernst Reißner) sind eine fadenförmige, faserige, bei Wirbeltieren vorkommende Glykoproteinstruktur im ZNS. Ihr Verlauf beginnt oral am Organum subcommissurale durchzieht Aquädukt, vierten Ventrikel und Zentralkanal, um im Ventriculus terminalis zu enden. Ihr Verlauf bei Fischen ist ähnlich. Sie entstehen am Organum subcommissurale aus einem Sekret, das von entsprechend umgebildeten Ependymzellen in den Liquor abgegeben wird. Die darin enthaltenen Glykoproteine breiten sich mit dem Fluss des Liquors entsprechend faserig nach kaudal aus.
Die Funktion der Reissnerfasern ist unklar. Möglicherweise leiten sie neurosomatische Reize zum Organum subcommissurale, oder haben eine mechanische Funktion (ihre kapillare Wirkung könnte die Zirkulation von Kolloiden im Zentralkanal fördern). Beim angeborenen Wasserkopf sind sie geschädigt.
Ihre Anfärbbarkeit entspricht der von elastischen Fasern. Sie lassen sich bei Fischen durch Aldehyd-Fuchsin anfärben. Die als Grundsubstanz der Reissnerfasern angetroffenen Glykoproteine werden auch SCO-Spondin (SCO ist die Abkürzung für subcommissural organ, die englische Bezeichnung für das Organum subcommissurale) bezeichnet. Diese zählen zu den Non-Thrombospondin-Proteinen.